# حظر بنظام أسماء النطاقات
حظر نظام أسماء النطاقات(DNS)، هي عبارة عن إستراتيجية لجعل من الصعب على المستخدمين الوصول إلى نطاقات أو مواقع إلكترونية على الإنترنت. تم استخدامها سنة 1997 بغرض حجب  البريد الإلكتروني غير المرغوب فيه القادم من عنوان آي بي معروف.
يقوم حظر DNS بفلترة طلبات الوصول للمواقع الإلكترونية. فعند الرغبة في الدخول لموقع ويكيبيديا يقوم نظام أسماء النطاقات عادة بترجمة العنوان الإلكتروني للموقع إلى عنوان الآي بي المطابق له وهو  198.35.26.96 على سبيل المثال  إذا تواجد عنوان الآي بي هذا ضمن قائمة الحظر فإن DNS قد يقوم بإضهار رسالة ‘‘عنوان الموقع غير موجود‘‘ أما توجيه المستخدم إلى موقع آخر غير ذلك المطلوب أصلا. فإن العملية آنذاك تسمى بتضليل نظام أسماء النطاقات